# Malabón
Malabón (Lungsod ng Malabon) es una ciudad filipina de primera categoría perteneciente al Tercer Distrito de la Región de la Capital Nacional (NCR), también denominada Metro Manila.

## Geografía
Ciudad residencial e industrial, una de las más densamente pobladas de la metrópoli, situada  al norte de Manila, - tiene una extensión superficial de 19,714 km² y según el censo del 2010, contaba con una población de 353.337 habitantes.
Malabón forma parte de la subregión de Metro Manila informalmente llamado CAMANAVA, formada por las ciudades de Caloocan, Malabon, Navotas y Valenzuela.

### Barangays
La ciudad de Malabón se divide administrativamente en 21 barangayes o barrios, todos de carácter urbano.

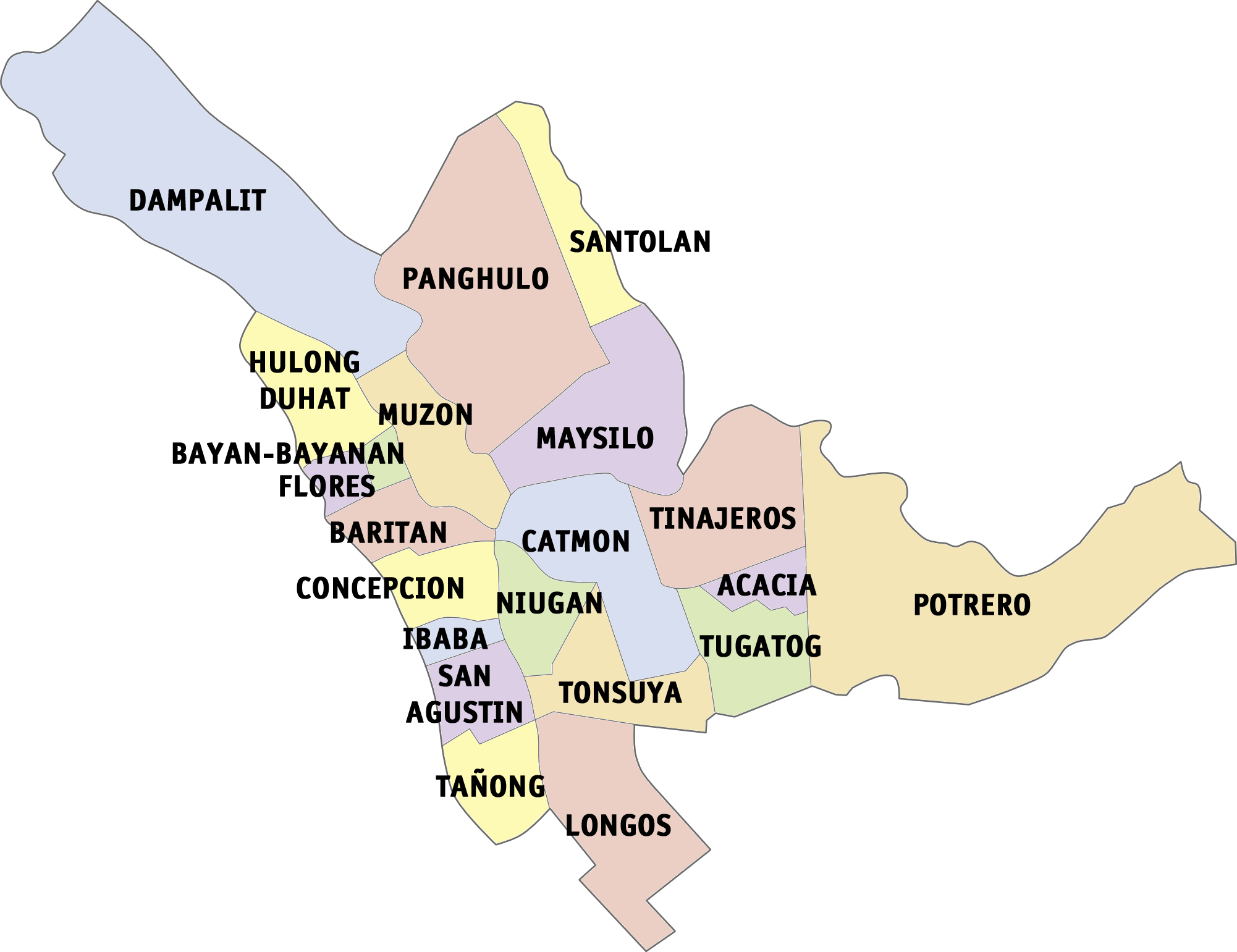
Barangays de Malabón

| Distrito I - Baritan - Bayan-bayanan - Catmon - Concepción - Dampalit - Flores - Hulong Duhat - Ibaba - Maysilo - Muzon - Niugan - Panghulo - San Agustín - Santolan - Tañong | Distrito II - Acacia - Longos - Potrero - Tinajeros - Tonsuya - Tugatog |

## Historia
La palabra Malabón proviene del vocablo maraming Labong que significa montón de Labong, que son los brotes de bambú comestibles. Originalmente el pueblo se denominaba  Tambobong.
Se trata de una Visita del Corregimiento de  Tondo por los frailes agustinos el 21 de mayo  de 1599, permaneciendo  bajo la jurisdicción administrativa de Tondo.
El Corregimiento de Tondo  fue una división administrativa histórica del  Reyno de Filipinas cuya cabecera fue la localidad de Tondo, situada al norte de la Manila poco más de media legua.
Tambobon estaba situado entre ríos y en una isla que termina en la barra de Binuagan, último término del Corregimiento, y de cuya jurisdicción espiritual depende el pueblo y Hacienda de Navotas, que también ocupa otra isla formada en la costa de la bahía de Manila, y el río que desemboca por las Barras de Vitas y de San José.

### Ocupación estadounidense
El diario La Independencia fue impreso por primera vez en el Asilo de Huérfanos de Malabón.
El día 11 de junio del año  1901 las autoridades norteamericanas crean la provincia de Rizal integrando en la misma este municipio
Malabon se fusionó con San José de Navotas.
Se separaron el 16 de enero de 1906.

### Independencia
De esta provincia se transfirieron en el 7 de noviembre de 1975 las localidades de Las Piñas, Makati, Malabon, Mandaluyong, Marikina, Muntinlupa, Navotas, Parañaque, Pasig, Pateros, San Juan y Taguig a Gran Manila, la recién creada región de la capital nacional.

## Patrimonio cultural

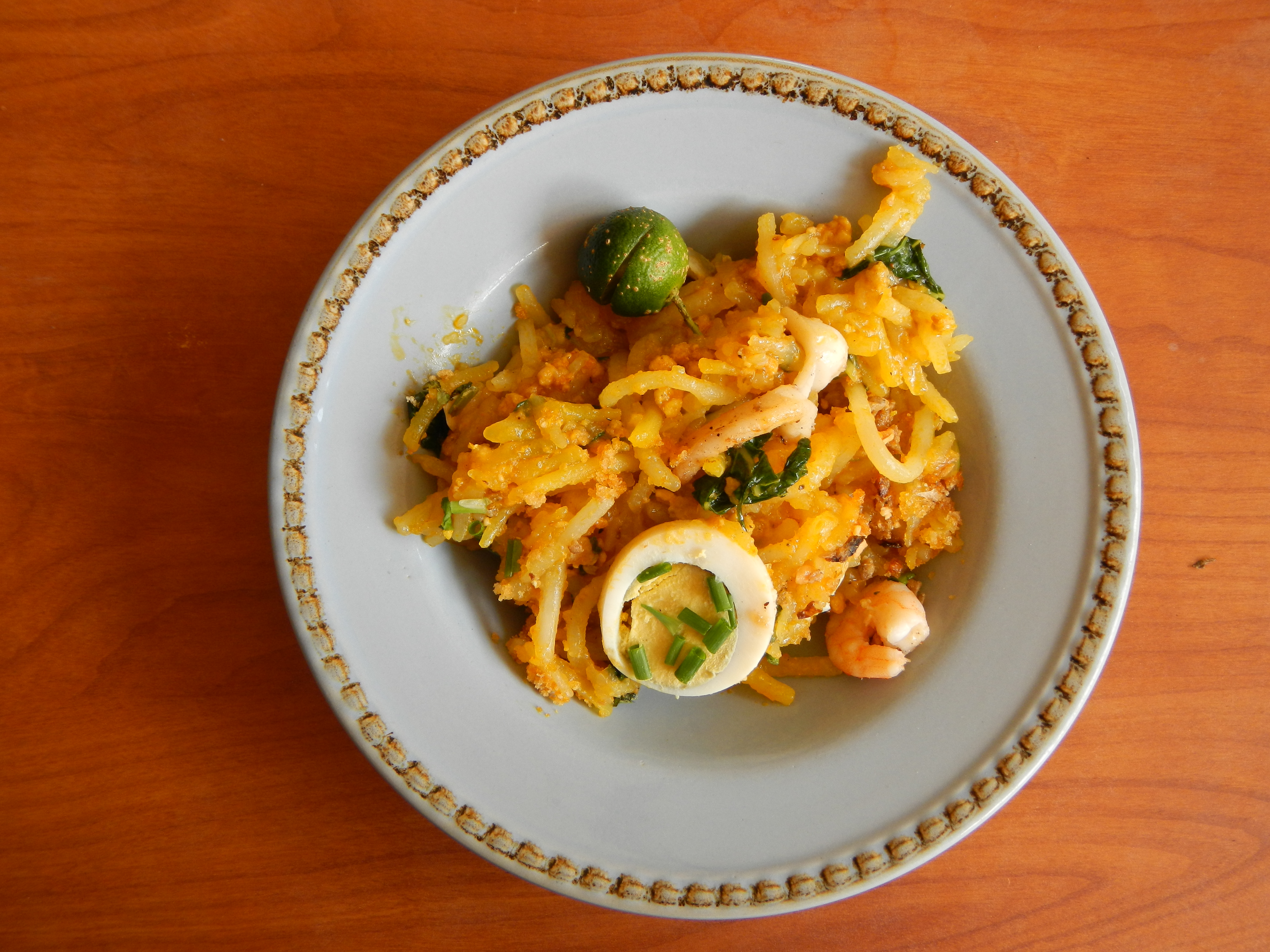
Pancit de Malabon.

La ciudad es considerada como la Venecia Local, debido a las frecuencias inundaciones y hundimiento gradual del caserío.
Malabon alberga varias casas antiguas con valor histórico:
- Casa da la familia Dionisio
- Casa Rivera
- Casa Villongco
- Casa Luna
- Casa de los Martínez
- Casa Chikiamco
- Casa Rojas-Borja
- Casa Santos-Lapus
- Casa de Luna y Pantaleón
- Casa Bautista
- Casa Syjuco (antes Gaza)
- Casa de Raymundo, la más antigua, ubicada en la calle Cayetano Arellano
- Asilo de Huérfanos
- Casa Páez
- Casa Nepomuceno